# Fabio Daprelà
Fabio Daprelà (* 19. Februar 1991 in Zürich) ist ein Schweizer Fussballspieler.

## Karriere

### Verein
Daprelà begann seine Laufbahn in der Jugend des SC YF Juventus Zürich, bevor er zum Stadtrivalen Grasshopper Club Zürich wechselte. Zur Saison 2007/08 wurde er in das Kader der zweiten Mannschaft befördert, für die er bis Saisonende 13 Spiele in der damals drittklassigen 1. Liga absolvierte. Am 2. Februar 2008, dem 19. Spieltag, debütierte er zudem beim 2:0 gegen den FC Sion für die erste Mannschaft in der Super League. Bis Saisonende bestritt er elf Ligapartien für die Profis. In der folgenden Spielzeit spielte er 16-mal für die erste Mannschaft in der Super League und viermal für die Reserve der Grasshoppers in der 1. Liga, wobei er ein Tor erzielte. Nach einem weiteren Spiel in der höchsten Schweizer Spielklasse wechselte er im Sommer 2009 nach England zum Erstligisten West Ham United. Bei den Londonern kam er anfangs nicht in der ersten Mannschaft zum Zug. Im März 2010 gab er schliesslich sein Debüt in der Premier League, bis Saisonende kam er zu insgesamt sieben Einsätzen für West Ham in der ersten englischen Liga. Im Sommer 2010 schloss er sich dem italienischen Erstligisten Brescia Calcio an. Für den Aufsteiger absolvierte er in seiner ersten Saison zehn Spiele in der Serie A, die Mannschaft stieg allerdings wieder in die Serie B ab. Daraufhin avancierte Daprelà zum Stammspieler und bestritt in seiner zweiten Spielzeit in Brescia 30 Partien in der zweithöchsten italienischen Spielklasse, in denen er ein Tor erzielte. In der folgenden Spielzeit kam der Defensivspieler zu 36 Spielen in der Serie B, wobei er viermal traf. In den folgenden Play-offs um den Aufstieg schied das Team im Halbfinale aus. 
Im Sommer 2013 unterschrieb der Schweizer einen Vertrag beim Ligakonkurrenten US Palermo. In der sizilianischen Hauptstadt spielte er ebenfalls regelmässig und kam bis Saisonende zu 25 Spielen in der Serie B. Der Absteiger stieg schlussendlich als Tabellenführer wieder in die Serie A auf. In Folgesaison spielte Daprelà 22-mal in der höchsten italienischen Spielklasse. Nach fünf weiteren Serie-A-Spielen für Palermo wechselte er Anfang 2016 innerhalb der Liga zum FC Carpi. In Carpi konnte er sich allerdings nicht durchsetzen und bestritt bis Saisonende lediglich zwei Partien in der Serie A. Der Liganeuling stieg am Saisonende wieder in die Serie B ab. Im Sommer 2016 schloss er sich Chievo Verona an, das ihn jedoch kurz darauf an den Zweitligisten FC Bari 1908 verlieh. Während der Leihe absolvierte er 27 Spiele in der Serie B, in denen er zwei Tore schoss. Nach Ende der Leihe kehrte er im Sommer 2017 nach Verona zurück, wenig später wechselte er allerdings zurück in die Schweiz zum Erstligisten FC Lugano. Bei den Tessinern etablierte er sich in der Innenverteidigung und kam in seiner ersten Spielzeit zu 21 Einsätzen in der Super League. Zudem spielte er mit Lugano in der Gruppenphase der UEFA Europa League. In der nächsten Saison wurde er 24-mal in der ersten Schweizer Liga eingesetzt und traf dabei zweimal. 2019/20 kam er zu 30 Einsätzen in der Super League, wobei er einen Treffer erzielte. Darüber hinaus nahm die Mannschaft erneut an der Gruppenphase der Europa League teil. In der folgenden Saison war er ebenfalls meist gesetzt und absolvierte 27 Ligaspiele, in denen er zweimal traf.
Zur Saison 2023/24 wechselte er ligaintern zum FC Zürich.

### Nationalmannschaft
Daprelà bestritt acht Partien für die Schweizer U-16-Auswahl. Ab 2007 stand er im Kader der U-17-Nationalmannschaft, für die er 15 Spiele machte, in denen er sechs Tore schoss. Ab 2008 spielte er für das U-19-Team, mit dem er an der U-19-Europameisterschaft 2009 teilnahm. In insgesamt zwölf Einsätzen für die U-19 erzielte er zwei Tore. Zwischen 2010 und 2012 kam er 18-mal für die U-21-Mannschaft zum Einsatz. Im Juni 2011 wurde er bei der U-21-EM mit der Schweiz Vizeeuropameister. Im August 2012 war er bei den Olympischen Sommerspielen 2012 in London Teil der Mannschaft aus der Schweiz, das Team schied in der Gruppenphase aus.

## Erfolge
US Palermo
- Italienischer Zweitligameister: 2013/14

FC Lugano
- Schweizer Cupsieger: 2021/22